# Kanadische Allianz
Die Kanadische Allianz (englisch Canadian Alliance; französisch Alliance Canadienne), formal Canadian Reform Conservative Alliance bzw. Alliance réformiste-conservateur Canadienne genannt, war eine konservative politische Partei in Kanada. Sie existierte von 2000 bis 2003 und war die Nachfolgerin der Reformpartei Kanadas. Während dieser Zeit war sie im Unterhaus die stärkste Oppositionspartei („official opposition“). Die Allianz war mit dem Ziel gegründet worden, das rechte politische Spektrum in Kanada zu vereinen. Dies gelang im Dezember 2003, als sie mit der Progressiv-konservativen Partei fusionierte und in der Konservativen Partei aufging.

## Geschichte
Der Ursprung der Kanadischen Allianz liegt in der 1987 gegründeten Reformpartei, die populistisch die Interessen Westkanadas vertrat. Bald nach ihrer Gründung rückte die Reformpartei unter dem Vorsitz von Preston Manning (Sohn des langjährigen Premierministers von Alberta, Ernest Manning) weit nach rechts. Bei der Unterhauswahl 1993 erreichte sie erstmals einen höheren Wähleranteil als die Progressiv-Konservativen. Die Reformpartei wurde immer häufiger beschuldigt, sie sei extremistisch und intolerant. Gleichwohl wurde sie 1997 stärkste Oppositionspartei.
Da die Reformpartei nur im Westen des Landes vertreten war und in den liberaleren mittleren und östlichen Provinzen nie Fuß fassen konnte, forderte Manning den Zusammenschluss der konservativen Kräfte zu einer „Vereinigten Alternative“, die stark genug sei, die Liberale Partei aus der Regierung zu verdrängen. Als Ergebnis zweier Parteitage beschloss die Reformpartei im Januar 2000 ihre Selbstauflösung und die Neugründung als Kanadische Allianz. Das Parteiprogramm der Allianz war eine Mischung aus Positionen der Reformpartei und der Progressiv-Konservativen.
Im Herbst 2000 kündigte die Liberale Partei überraschend eine Neuwahl an. Die Allianz war darauf schlecht vorbereitet und konnte außerhalb ihrer Stammlande in Westkanada nur gerade zwei Sitze in der Provinz Ontario erringen. Es ergaben sich nur marginale Sitzverschiebungen und die Allianz wurde mit großem Abstand hinter den Liberalen stärkste Oppositionspartei. Der bisherige Vorsitzende Stockwell Day musste zurücktreten, nach dem Parteitag im März 2002 trat Stephen Harper seine Nachfolge an.
Es folgten geheime Verhandlungen mit der Führung der Progressiv-Konservativen über einen Zusammenschluss. Stephen Harper und Peter MacKay, die beiden Parteivorsitzenden, gaben am 16. Oktober 2003 die bevorstehende Fusion bekannt. Am 5. Dezember stimmten die Mitglieder der Allianz mit 96 % und am 6. Dezember jene der Progressiv-Konservativen mit 90 % für den Zusammenschluss. Zwei Tage später wurde die neu gebildete Partei offiziell registriert.

## Wahlergebnisse
Ergebnisse bei den Wahlen zum Unterhaus:
| Wahl | Sitze total | Kandi- daten | Gew. Sitze | Stimmen   | Anteil  |
| ---- | ----------- | ------------ | ---------- | --------- | ------- |
| 2000 | 298         | 298          | 66         | 3.276.929 | 25,49 % |

## Parteivorsitzende
- Deborah Grey (27. März 2000 – 8. Juli 2000, interimistisch)
- Stockwell Day (8. Juli 2000 – 12. Dezember 2001)
- John Reynolds (12. Dezember 2001 – 20. März 2002, interimistisch)
- Stephen Harper (20. März 2002 – 7. Dezember 2003)

## Ableger in den Provinzen
Während ihrer kurzen Existenz verfolgte die Kanadische Allianz nie wirklich das Ziel, in den Provinzen Ableger zu gründen oder formelle Bindungen mit existierenden Provinzparteien einzugehen. Die überwiegende Mehrheit der Allianz-Anhänger unterstützten weiterhin die jeweiligen Ableger der Progressiv-Konservativen, jene in Saskatchewan hielten weiterhin zur Saskatchewan Party.
Nur in Alberta wurde der Versuch unternommen, eine Partei zu gründen, die sich an der Politik der Kanadischen Allianz orientiert. Die 2002 gegründete Alberta Alliance ging jedoch keine offizielle Bindung mit der Partei auf Bundesebene ein. Dieser Versuch wäre wohl erfolglos gewesen, da die meisten Mitglieder der Kanadischen Allianz in Alberta weiterhin die dort regierende Progressive Conservative Association of Alberta unterstützten. Die Alberta Alliance trat jedoch unter denselben Farben wie die Bundespartei auf und ihre Logos hatten eine verblüffende Ähnlichkeit. Die Partei existierte auch nach der Fusion auf Bundesebene weiter.